# М'юр (Пенсільванія)
М'юр (англ. Muir) — переписна місцевість (CDP) в США, в окрузі Скайлкілл штату Пенсільванія. Населення — 429 осіб (2020).

## Географія
М'юр розташований за координатами 40°35′39″ пн. ш. 76°31′7″ зх. д. / 40.59417° пн. ш. 76.51861° зх. д. (40.594297, -76.518657).  За даними Бюро перепису населення США в 2010 році переписна місцевість мала площу 1,29 км², уся площа — суходіл.

## Демографія
Згідно з переписом 2010 року, у переписній місцевості мешкала 451 особа в 182 домогосподарствах у складі 140 родин. Густота населення становила 351 особа/км².  Було 194 помешкання (151/км²).
Расовий склад населення:
| - 99,3 % — білих |

До двох чи більше рас належало 0,4 %. Частка іспаномовних становила 0,4 % від усіх жителів.
За віковим діапазоном населення розподілялося таким чином: 20,4 % — особи молодші 18 років, 61,2 % — особи у віці 18—64 років, 18,4 % — особи у віці 65 років та старші. Медіана віку мешканця становила 41,1 року. На 100 осіб жіночої статі у переписній місцевості припадало 105,9 чоловіків;  на 100 жінок у віці від 18 років та старших — 95,1 чоловіків також старших 18 років.
За межею бідності перебувало 1,0 % осіб, у тому числі 0,0 % дітей у віці до 18 років та 0,0 % осіб у віці 65 років та старших.
Цивільне працевлаштоване населення становило 250 осіб. Основні галузі зайнятості: виробництво — 25,6 %, освіта, охорона здоров'я та соціальна допомога — 20,8 %, роздрібна торгівля — 12,8 %, транспорт — 10,4 %.